# Terremoto de Anatolia del Norte de 1668
El terremoto de Anatolia del Norte de 1668 (en turco: 1668 Kuzey Anadolu Depremi) fue un terremoto muy poderoso que golpeó la Anatolia del Norte Central en el Imperio Otomano (hoy Turquía) el 17 de agosto de 1668. No se conoce la hora exacta del terremoto, pero ocurrió a última hora de la mañana. Tenía una magnitud estimada entre 7,8 y 8,0 MS y la intensidad máxima de fieltro era IX en la escala de intensidad de Mercalli modificada. El epicentro del terremoto fue en la orilla sur del lago Ladik, al suroeste de Samsun.
Cuando ocurrió el terremoto, un segmento de 600 km de largo de la falla de Anatolia del Norte se rompió, lo que provocó fuertes sacudidas a lo largo de todo este segmento y grandes daños generalizados desde al menos Bolu en el oeste hasta Erzincan en el este. Resultó en unas 8.000 muertes. Las réplicas continuaron durante 6 meses. Sigue siendo el terremoto más poderoso registrado en Turquía.

## Daño
Se informó que la ciudad de Bolu quedó casi completamente destruida por el terremoto, con 1.800 muertes. También hubo daños severos más al este a lo largo de la falla, con otras 6.000 muertes reportadas entre Merzifon y Niksar. El número total de muertos fue de alrededor de 8.000. También se informó de algunos daños desde el este hasta Erzincan y en varios lugares a lo largo de la costa del Mar Negro. La ciudad de Samsun también sufrió graves daños. Los muros y torres del castillo de Samsun sufrieron daños y algunas partes de la estructura "fueron demolidas".